# أولمبيا ليوبليانا
نادي أولمبيا ليوبليانا لكرة القدم (بالإنجليزية: NK Olimpija Ljubljana)‏ هو نادي كرة قدم سلوفيني مقره في مدينة ليوبليانا. ينافس النادي في دوري سلوفينيا لكرة القدم. تأسس في 2 مارس 2005.